# Радульф де Дисето

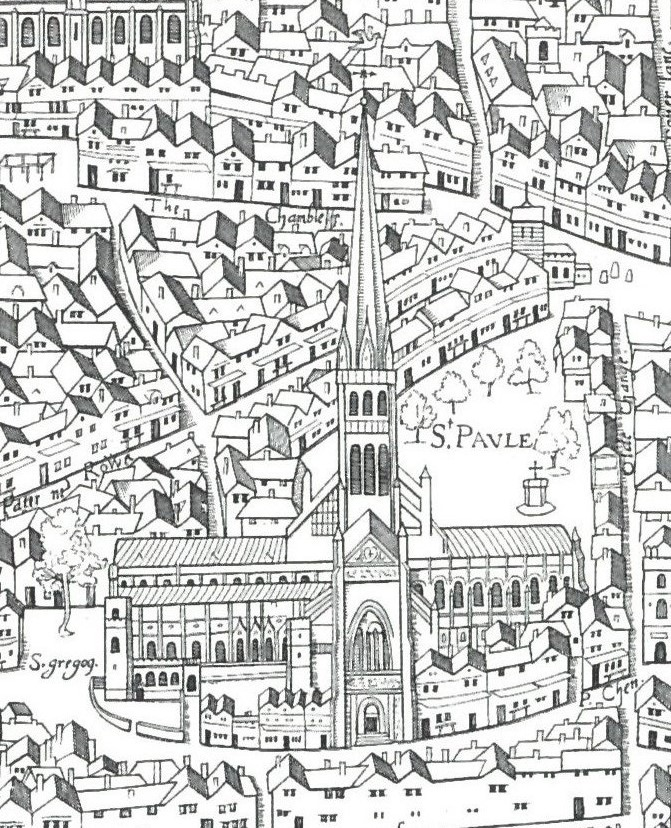
Старый собор Святого Павла (XII–XIII вв.), уничтоженный Великим пожаром 1666 года. Фрагмент карты Лондона Копперплейта (1553)

Радульф де Дисето, он же Рауль де Дицето, иногда Радульф Дицетский (англ. Ralph de Dicéto, фр. Raoul de Dicéto, лат. Radulphus Dicetensis, Radulphus de Diceto; около 1120/1130 — около 1199/1200 или 1202) — английский средневековый хронист и религиозный деятель, декан (глава) собора Св. Павла.

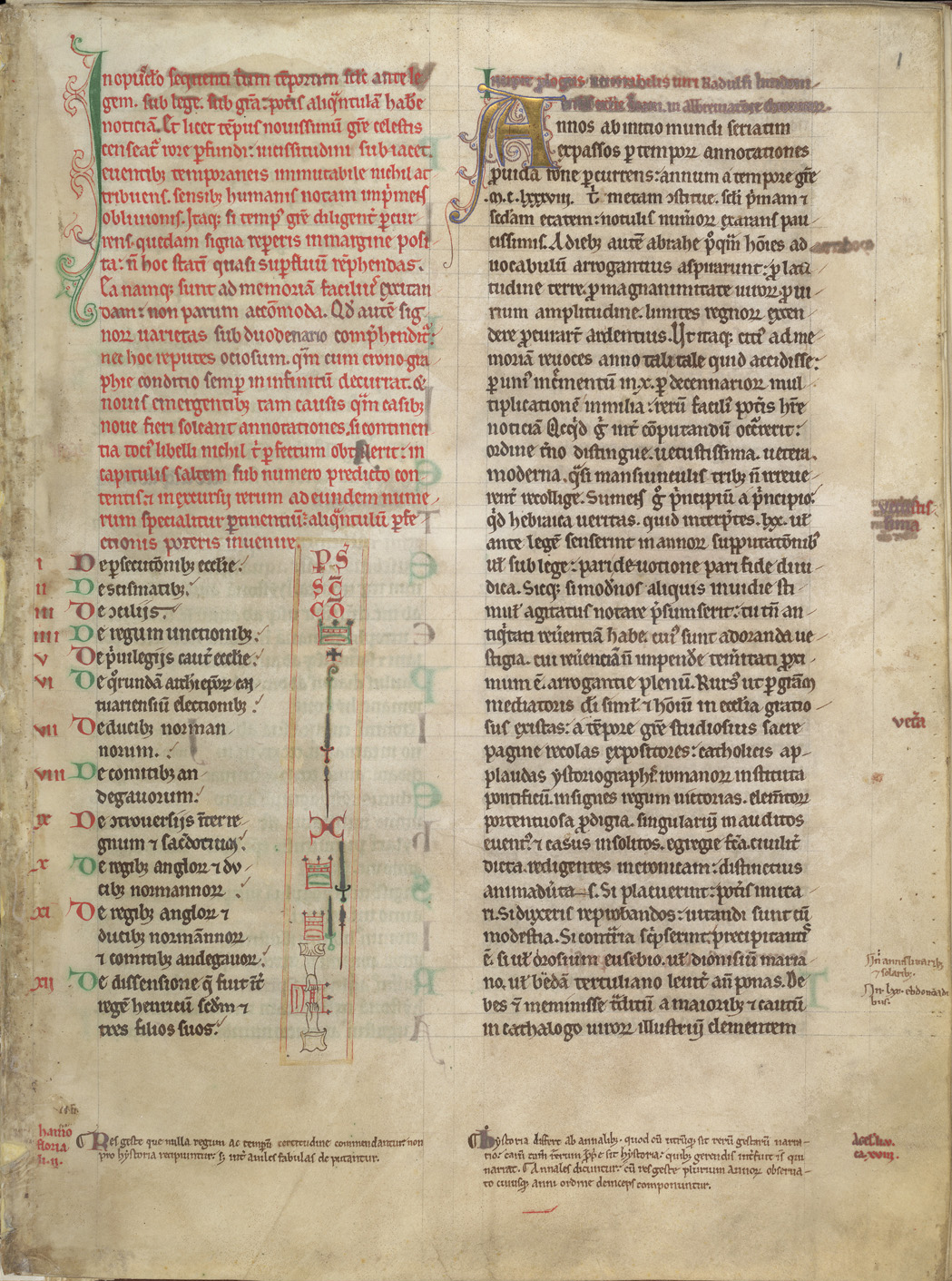
Лист рукописи «Сокращения хроник» Радульфа де Дисето, переписанной около 1204 года в Сент-Олбансе. Британская библиотека

## Биография
Впервые упомянут под 1152 годом, когда стал архидиаконом Миддлсекса. Родился, вероятнее всего, между 1120 и 1130 годами, однако сведения о его национальности и происхождении практически отсутствуют. По мнению церковного историка XIX века Уильяма Стэббса, его фамилия на самом деле является прозвищем, искусственно придуманным по месту его рождения, например, Диссу в Норфолке, однако места с похожим названием (Dize, Disze, Disce, Dysse, Dice, Dicia, Dyssia) существовали во многих районах Англии. Существует гипотеза, что его родиной мог быть г. Диссе (Dissai) в Аквитании (совр. департамент Вьенна), или Диссе (Dissé) в графстве Мэн.
Известно, что он был близок знатному англо-нормандскому семейству де Бельмейсов (Belmeis), или де Бомэ, выходцы из которого были епископами Лондона. Предполагается также, что он учился в Париже, где, в частности, познакомился с хроникой Гуго Сен-Викторского, и к 1152 году уже имел степень магистра искусств. Его другом был Ричард Фиц-Нил, занимавший епископскую кафедру в Лондоне в 1189—1198 годах, а репутация благодаря учёности была весьма высокой, он пользовался уважением со стороны английских епископов и в 1166 году участвовал в кампании против отлучений от церкви, инициированной клириками, противостоящими архиепископу Кентерберийскому Томасу Бекету. 
В 1180 году он занял кафедру декана в лондонском соборе Св. Павла, получив пребенду в Тоттенхейле, и проявил себя в этой должности осторожными решениями и приверженцем строгой дисциплины. Сохранилось несколько подписанных им хартий и книг, хранившихся в библиотеке собора. Согласно архивным документам, он построил здание деканата и часовню, а в январе 1181 года проинспектировал собственность соборного капитула. 
В сентябре 1189 года, он, возможно, присутствовал на коронации Ричарда Львиное Сердце в Вестминстере. Дата смерти его точно не установлена, называются как 1200-й, так и 1202 год.

## Сочинения
Главными трудами Радульфа де Дисето являются исторические: «Сокращение хроник» (лат. Abbreviationes Chronicorum), или «Краткие деяния норманнов» (лат. Abbreviatio de Gestis Normannorum), составленные около 1188 года и освещающие события с 589-го по 1147 год; с экскурсом в ветхозаветную и древнюю историю, и «Исторические записки» (лат. Ymagines Historiarum), излагающие события с 1149 до 25 марта 1202 года. Однако собственное авторство Радульфа бесспорно признаётся лишь в сообщениях до 27 мая 1199 года, которым оканчивается изложение в наиболее исправной рукописи последней хроники, далее, возможно, продолженной анонимным летописцем. 
В хрониках Радульфа, основными источниками для которых, помимо сочинения Гуго Сен-Викторского, послужили труды Ордерика Виталия и Роберта де Ториньи, современными исследователями выявлено немало хронологических неточностей и явных ошибок, а также игнорирование некоторых важных событий. Предпочитая реальным фактам риторику, сплетни и анекдоты, он демонстрирует явные симпатии к королю Генриху II и Анжуйскому дому. В частности, в конфликте Генриха с Бекетом он занимает осторожную позицию посредника. Его сведения по истории Иерусалимского королевства и о Третьем крестовом походе, как и у Ричарда из Девайзеса, вторичны и по своей достоверности уступают сочинениям Роджера Ховеденского и Ральфа Коггсхоллского.
Заслугой Радульфа де Дисето является то, что в процессе работы над своим «Сокращением хроник» он одним из первых попытался разработать систему ссылок в виде символических отметок на полях рукописи, составив в предисловии таблицу из двенадцати таких значков. Так, выборы архиепископов Кентерберийских отмечались у него рисунком жезла, коронование английских королей — изображением короны, правление герцогов Нормандских — мечом, а герцогов Анжуйских — копьём. Примеру его последовал в следующем столетии известный хронист из Сент-Олбанского аббатства Матвей Парижский.
В процессе составления двух своих хроник Радульф сделал немало исторических выписок, оформленных им позже в виде кратких «Opuscula», включавших списки императоров, королей, римских пап, архиепископов и епископов, а также сборника «Series causae inter Henricum regem et Thomam archiepiscopum».
Помимо исторических трудов, Радульф является автором ряда церковных проповедей и посланий, в частности, Postilla super Ecclesiasticum et super librum Sapientiæ. 
Впервые хроники Радульфа де Дисето, сохранившиеся в нескольких манускриптах XIII—XIV вв., были изданы в 1652 году историком Роджером Твисденом, включившим их в свой сборник «Десять историописателей Англии» (лат. Historiae Anglicanae Scriptores Decem). Комментированное научное издание их в двух томах, подготовленное вышеназванным Уильямом Стэббсом, выпущено было в 1876 году в Лондоне в академической «Rolls Series».